# Sigrid Lude
Sigrid Lude (* 1. Januar 1935 in Stuttgart) war viermal Weltmeisterin im Maschinenschreiben und ist heute Sachbuchautorin.

## Leben
Durch die Kriegsereignisse hatte Sigrid Lude nur eine minimale Schulausbildung. Sie besuchte die Volks- und die Mittelschule (1942–1950), danach Kurse in Kurzschrift und Maschinenschreiben. Neben zunächst einfacher Bürotätigkeit nahm sie an zahlreichen weiterbildenden Schulungen und Seminaren mit Abschlüssen teil. Von 1951 bis 1987 arbeitete sie als Stenotypistin, Kontoristin, Lektoratssekretärin und Schreibdienstleiterin. Die staatlichen Prüfungen für Lehrer des Maschinenschreibens und der Kurzschrift legte sie 1968 und 1970 ab, unterrichtete die Fächer an Volkshochschulen und Gymnasien und war ab 1982 in der Berufsaus- und -weiterbildung im Fach Textverarbeitung tätig. 1987 ging sie in den freien Beruf. Ehrenamtlich übernahm sie von 1982 bis 2013 die redaktionelle Betreuung der Zeitschrift Sudetenland, von 2000 bis 2005 die Geschäftsführung der Künstlergilde Esslingen. Sie ist die Autorin der ersten in Deutschland erschienenen Lehrbücher für Textverarbeitung am Computer. Zahlreiche Fachartikel methodisch-didaktischer Art für Maschinen-/Tastaturschreiben folgten. Sie lebt seit 2013 in Puchheim (Oberbayern) und war seit 2019 bis zu seinem Tode im Jahr 2023 mit Franz Peter Künzel verheiratet.

## Meisterschaften
Bereits mit sechzehn Jahren war sie südwestdeutsche Jugendmeisterin im Maschinenschreiben. Mit einer IBM-Kugelkopf-Schreibmaschine wurde sie 1963 in Prag zum ersten Mal Weltmeisterin, es folgten weitere Titel 1965 in Paris, 1967 in Bern und 1969 in Warschau, wo sie ihre vierte Weltmeisterschaft auf einer IBM-Maschine im 30-Minuten-Schnellschreiben mit 716 Anschlägen je Minute erzielte. Dank ihres Erfolges wurde sie Werbeträgerin für IBM-Schreibmaschinen.
Erfolge bei den „Intersteno“-Weltmeisterschaften:
- 1963: Weltmeisterin im Maschinenschreiben (Prag) mit 612 Anschlägen/min,
- 1965: Weltmeisterin im Maschinenschreiben (Mailand) mit 683 Anschläge/min,
- 1967: Weltmeisterin im Maschinenschreiben (Bern) mit 709 Anschlägen/min,
- 1969: Weltmeisterin im Maschinenschreiben (Warschau) mit 716 Anschlägen/min.[8]

## Ehrungen/Auszeichnungen
Sigrid Lude erhielt für ihre Leistungen zahlreiche Ehrungen:
- 1993: Medaillen für Verdienste um die Berufsausbildung der Industrie- und Handelskammern Stuttgart und Esslingen,
- 2002: pro arte-Medaille der Künstlergilde Esslingen,
- 2010: Ehrenurkunde für hervorragendes Engagement als Kursleiterin der Volkshochschule Esslingen,
- 2011: Dank und Anerkennung der Sudetendeutschen Landsmannschaft.

## Werke (Auswahl)
- Das Spezialtraining für sicheres und schnelles Maschinenschreiben.: Ein Weg zu Spitzenleistungen im Maschinenschreiben. Winklers Verlag, Darmstadt 1978, ISBN 3-8045-7228-6.
- Das neue Computerschreiben mit Profitext + Kartei. Winklers Verlag, Darmstadt 1988, ISBN 3-8045-7077-1.
- Das neue Computerschreiben mit MS-WORD 4.0. Winklers Verlag, Darmstadt 1989, ISBN 3-8045-7080-1 .
- CHIP-Tipp: Das schnelle Computerschreiben nach der 10-Finger-Tastmethode. Winklers Verlag, Darmstadt 1993, ISBN 3-8045-7095-X.
- PC-Tipp: Das Übungsbuch für schnelleres Computerschreiben. Winklers Verlag, Darmstadt 1993, ISBN 3-8045-7097-6.
- Das neue Computerschreiben mit WORD für WINDOWS 2.0. Winklers Verlag, Darmstadt 1993, ISBN 3-8045-7098-4.
- Das neue Computerschreiben mit WORD 6.0 für WINDOWS. Winklers Verlag, Darmstadt 1994, ISBN 3-8045-7079-8.
- Das neue Computerschreiben mit WORD 97. Winklers Verlag, Darmstadt 1998, ISBN 3-8045-7077-1.
- Das neue Computerschreiben mit WORD 2000. Winklers Verlag, Darmstadt 2001, ISBN 3-8045-7172-7.
- Bayreuther Blätter, Archiv für Stenografie, Textverarbeitung, Informationstechnologie – 2010 Nr. 13: Sigrid Lude: Spezialtraining für sicheres und schnelles Computerschreiben. Ein Weg zu Spitzenleistungen im Tastschreiben.